# 阿加圖島

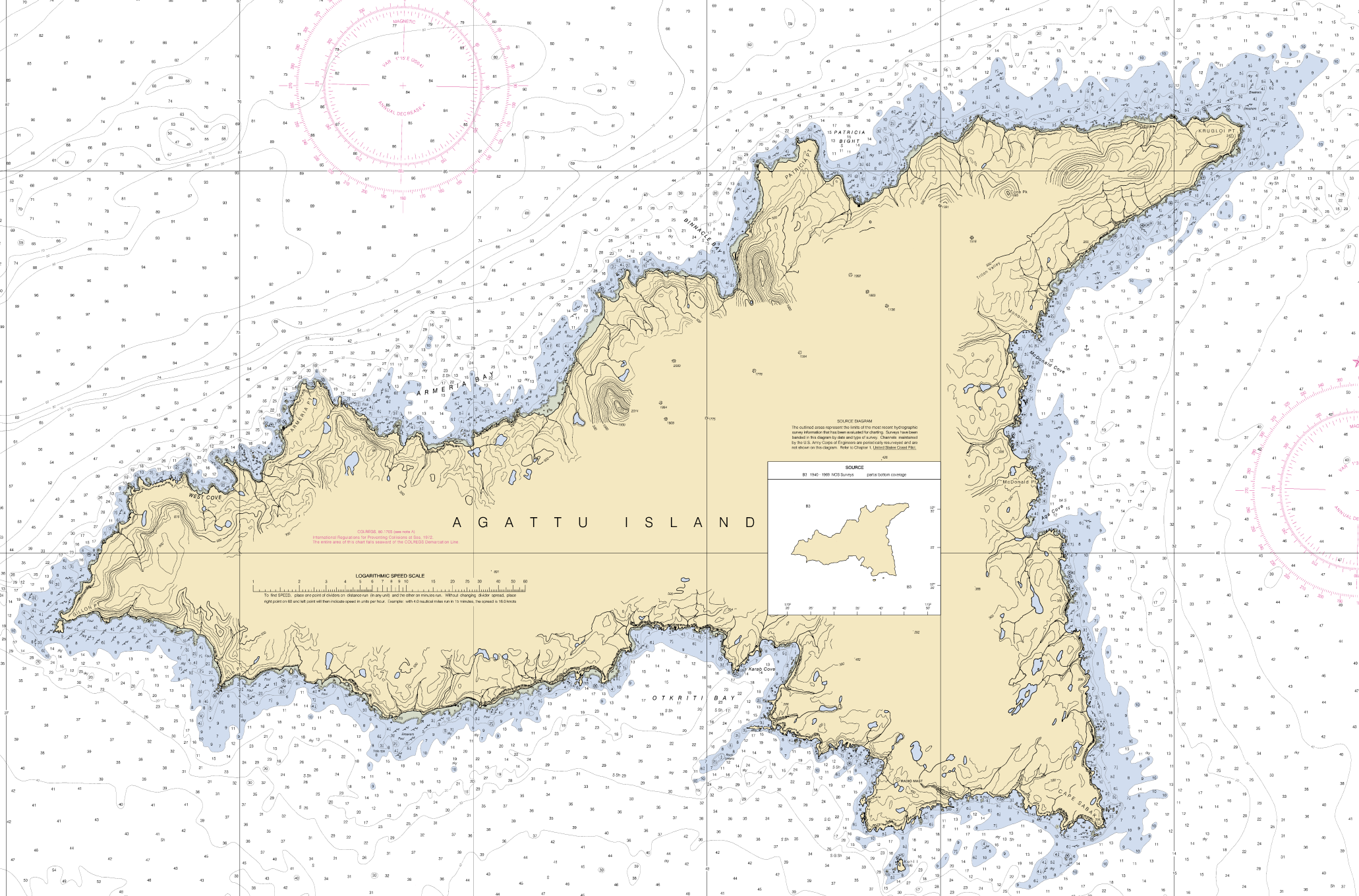

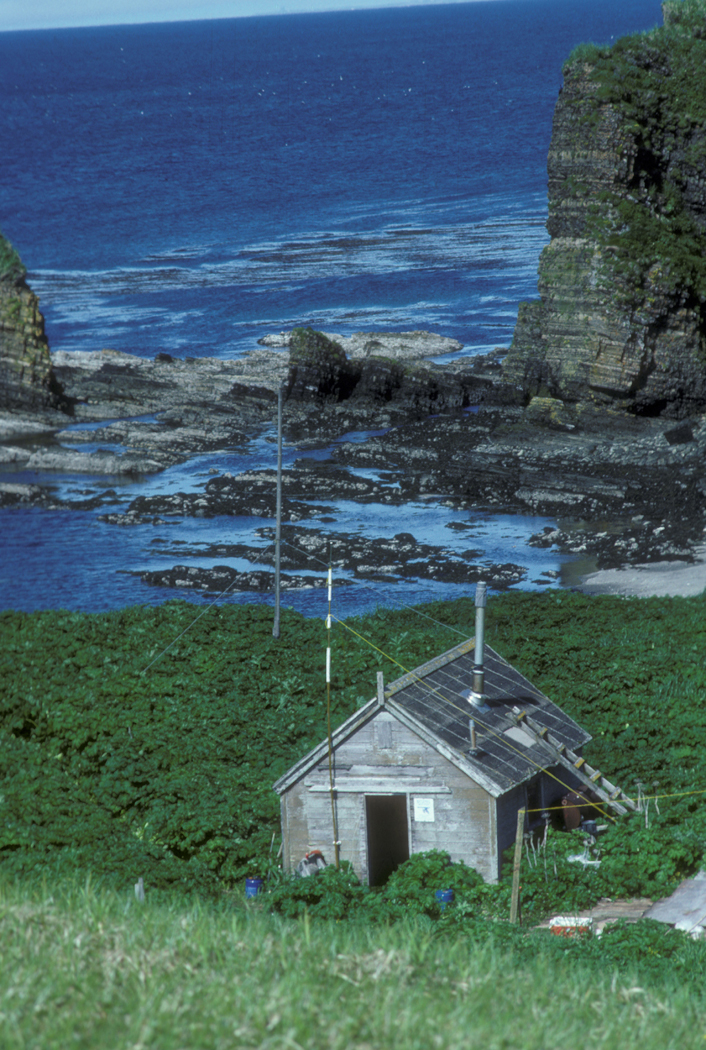

阿加圖島是美國的島嶼，位於太平洋海域，屬於尼爾群島的一部分，由阿拉斯加州負責管轄，長29公里、寬14公里，面積221平方公里，最高點海拔高度632米，島上無人居住。

## 外部連結
- Agattu Island Photos （页面存档备份，存于） Photos from Agattu Island, July 2008

52°26′07″N 173°34′32″E / 52.43528°N 173.57556°E